# Csiszár Vilmos
Csiszár Vilmos (Magyaróvár, 1907. január 24. – Budapest, 1972. szeptember 12.) magyar állatorvos, bakteriológus, higiénikus, egyetemi tanár, az állatorvos-tudományok doktora (1957).

## Életpályája
Általános iskoláit Óváron végezte el. 1926-ban érettségizett. 1929–1930 között az Állami Oltóanyagtermelő Intézet, a Székesfővárosi Közvágóhidak Laboratóriuma és a Tejgazdasági Kísérleti Intézet gyakornoka volt. 1930-ban állatorvos-doktori diplomát kapott a budapesti Állatorvosi Főiskola hallgatójaként. Általános bakteriológiából egyetemi doktori címet kapott. 1930–1932 között magán-állatorvos volt. 1932–1935 között a Debreceni Városi Bakteriológiai Húsvizsgálati Laboratórium megszervezője és tudományos munkatársa volt. 1933-ban kisegítô állatorvos volt a Hortobágyon. 1935–1939 között Debrecen II. osztályú, 1939–1942 között I. osztályú állatorvosa volt. 1942–1943 között a Debreceni Gazdasági Akadémia Állattenyésztéstani Tanszéke rendkívüli, 1943–1945 között rendes tanára volt. 1944-ben katona volt. 1945–1950 között a debreceni Mezőgazdasági Főiskola Takarmányozástani és Tejgazdaságtani Tanszéke vezetője volt. 1946–1948 között az Országos Kémiai Intézet Mezőgazdasági és Élelmiszer-mikrobiológiai Osztályának vezetője volt. 1949–1950 között az Agrártudományi Egyetem Állatorvos-tudományi Kar Élelmiszerhigiéniai Tanszéke megszervezője, 1950–1972 között tanszékvezető egyetemi tanára volt. 1952–1954 között az Állatorvostudományi Főiskola igazgatója volt. 1962-ben a tejgazdasági és a tejipari szakmérnökképzés elindítója volt.
Festő- és szobrászművészként is ismerték, alkotásai nyilvános kiállításon is szerepeltek. Számos szakközleménye és több könyve jelent meg.
A Farkasréti temetőben történt búcsúztatása után holttestét a szülővárosába, Mosonmagyaróvárra vitték. Itt az óvári öreg temetőben, 1972. szeptember 23-án, az 1. csoport, A sor 7. sírhelyén lévő családi kriptában helyezték örök nyugalomra.

## Családja
Szülei: Csiszár János és Pomle Mária voltak. 1965-ben, Budapesten házasságot kötött Preuss Gudrum Linával. Testvére, Csiszár József (1901–1955) mezőgazdász volt.

## Művei
- Tejtermelési hygiéne (Budapest, 1954)
- Tejipari hygiéne (Budapest, 1956)
- Fejés, gépi fejés (Budapest, 1960)
- Húsvizsgálat és húshygiéne (Budapest, 1964)
- Nagyüzemi tejkezelés (Budapest, 1967)